# Satrapia de Síria
La satrapia de Síria (Ebir-nāri) fou un territori (satrapia menor) de la Pèrsia aquemènida, dins la satrapia d'Assíria.
Incloïa Fenícia, Xipre i Palestina, amb diverses unitats de baix rang com a subdivisions que són conegudes per la Bíblia però que no arribaven al rang de satrapia.
La capital fou Damasc. Limitava al nord amb Capadòcia a la part del Taure (les muntanyes feien de frontera) i amb Cilícia a la part de mar (amb la qual el límit eren les muntanyes Amanos o Amanus i les portes Sirianes); a l'est limitava amb la satrapia menor d'Assíria normalment per l'Eufrates; cap al sud el desert d'Aràbia; i a la costa arribava fins a Gaza, i quan la satrapia d'Aràbia es va perdre el límit sud (limitat a la franja costanera) es va estendre fins a Pelúsion.